# Anthony Read
Anthony "Tony" Read (21 d'abril de 1935―21 de novembre de 2015) va ser un guionista i escriptor britànic. Va estar principalment actiu en la televisió britànica des de la dècada de 1960 fins a mitjan 1980, encara que va seguir aportant treballs ocasionals per a televisió fins a 1999. Des dels anys vuitanta, va iniciar una segona carrera com a escriptor, concentrant-se àmpliament en històries de la Segona Guerra Mundial. Des de 2004 ha escrit regularment ficció, principalment en la forma d'un revival literari de la seva popular sèrie de televisió de 1983 The Baker Street Boys.

## Treball en televisió

### Anys seixanta
Com altres artistes que van treballar en els seixanta, una gran part del treball de Read va ser destruït per la BBC, i d'aquesta forma no està disponible per a visió de l'audiència actual. Així i tot, Read va fer una gran quantitat de treball en els primers anys de la seva carrera. El seu primer treball va ser un guió com a autònom para la sèrie Z-Cars en 1962. Aviat va ser ascendit a guionista o editor de guions de diverses altres sèries d'aventura i misteri com a Detectiu, The Indian Tals of Rudyard Kipling i la sèrie de Peter Cushing de 1965 Sherlock Holmes. El balanç de la dècada es va passar en el drama adult The Troubleshooters. Encara que poc del seu treball d'aquest dramàtic sobre la indústria del petroli es conserva avui dia, Troubleshooters proporcionaria a Read el treball més estable de la seva carrera. Va ser l'editor de guions original de la sèrie en 1965 i va acabar com a productor de la mateixa en la temporada de 1969.

### Anys setanta
Quan va deixar The Troubleshooters, Read va seguir treballant de productor uns anys, abans de tornar al seu treball més tradicional de guionista i editor de guions. The Lotus Eaters i The Dragon's Opponent van estendre la seva carrera com a productor de dramàtics contemporanis. També va continuar algunes amistats clau que havia gaudit des de mitjan seixanta. Notablement, The Lotus Eaters li va reunir amb el director Douglas Camfield i l'escriptor David Fisher.
Per 1978, Read va ser atret a Doctor Who pel productor Graham Williams. Com a reemplaçament de meitat de temporada per Robert Holmes, el treball personal més gran de Read en la sèrie va ser sens dubte l'arc argumental The Key to Time i la creació del personatge de Romana. Un aliat fonamental en els seus dies en Doctor Who va ser una vegada més David Fisher, que va escriure un terç de les històries de The Key to Time, i després va escriure (o co-va escriure) tres històries més a l'any següent.
Read també va ser vital per contractar a Douglas Adams com a guionista de Doctor Who i per proposar-li com el seu successor com a editor de guions. El seu últim treball per a Doctor Who va ser de guionista de The Horns of Nimon. Tenint en compte la cancel·lació de Shada, va anar efectivament l'últim guionista de l'etapa de Graham Williams de la sèrie.
Immediatament després d'acabar el seu treball en Doctor Who en 1979, va aportar guions per als episodis Powers of Darkness i Out of Bodi, Out of Mind de la sèrie de suspens paranormal The Omega Factor.

### Anys vuitanta
Juntament amb Don Houghton, co-va escriure la cinquena història televisada deSapphire & Steel, coneguda informalment com a Dr McDee Must Die. En 1984, Read va adaptar la novel·la de John Wyndham Chocky, per Children's ITV. El seu èxit li va portar a fer dues seqüeles originals: Chocky's Children i Chocky's Challenge. En una entrevista per al DVD de Chocky, Read va revelar que la fundació Wyndham va considerar la seva adaptació de Chocky la millor mai produïda de les novel·les de Wyndham.
El major èxit de crítica de Read en els vuitanta, no obstant això, va ser The Baker Street Boys de 1983. L'aproximació única de la sèrie al món de Sherlock Holmes li va donar a Read un premi de la Writer's Guild of Great Britain.

## Com a autor i historiador
Durant els vuitanta, Read va començar gradualment a reemplaçar el seu treball en televisió per una exitosa carrera literària.
Un dels fets més notables sobre la segona carrera de Read com a autor és el grau en el qual va continuar la seva relació laboral amb David Fisher al món de l'assaig. Encara que la majoria dels treballs literaris de Read van ser en solitari, Fisher i ell van treballar en equip nombroses vegades, gairebé sempre per explorar alguns aspectes de la Segona Guerra Mundial. Junts, el duo va escriure The Fall of Berlin, Deadly Embrace: Hitler, Stalin and the Nazi-Soviet Pact, 1939-1941, The Proudest Day: Índia's Long Road to Independence, Operation Lucy: The Most Secret Spy Ring of the Second World War, Berlin Rising: Biography of a City, Colonel Z: The Secret Life of a Master of Spies, i Kristallnacht: The Nazi Night of Terror.
Els treballs de Read en solitari com a assagista van seguir un interès similar en la Segona Guerra Mundial, però ocasionalment ha escrit també ficció. Ha estat l'autor principal d'una sèrie de novel·les sobre The Baker Street Boys, el programa de televisió que va escriure a principis dels vuitanta.